# Tupoljev Tu-28
Tupoljev Tu-28 (NATO oznaka Fiddler, uradna oznaka Tu-128) je bil sovjetski dvomotorni nadzvočni prestreznik iz 1960ih. Velja za največjega in najtežjega lovca kdajkoli zgrajenega. Zgradili so okrog 200 letal, zadnje letalo so upokojili leta 1990.
Njegov konkurent je bil Lavočkin La-250, ki mu je po izgledu zelo podoben.

## Specifikacije(Tu-128)
Splošne karakteristike
- Posadka: 2
- Dolžina: 30,06 m (98,62 ft)
- Razpon kril: 17,53 m (57,51 ft)
- Višina: 7,15 m (23,46 ft)
- Površina kril: 96,94 m² (1043,45 ft²)
- Teža praznega letala: 24500 kg (54013 lb)
- Naložena teža: 40000 kg (88185 lb)
- Maks. vzletna teža: 43000–43700 kg< (94800–96342 lb)
- Pogon letala: 2 × Ljulka AL-7F-2 turboreaktivni motor z dodatnim zgorevanjem
  - Potisk motorjev (suh): 72,8 kN (7425 kgf)  vsak
  - Potisk motorjev z dodatnim zgorevanjem: 99,1 kN (10100 kgf) vsak
- Največja G-obremenitev: 2,5 g
- Največha kapaciteta goriva:: okrog 13 600 kg

 Zmogljivost 
- Maks. hitrost: 1665 km/h (oborožen) (1035 mph;  1,5 Mach) 1920 km/h (brez orožja)
- Doseg: 2565 km (1595 milj)
- Trajanje leta: 3+ ure
- Višina leta: 15600 m (51184 ft)
- Največja višina leta: 20000 m (65617 ft)

Oborožitev

- Nosilci za orožje: 4
- Izstrelki: 4 × Bisnovat R-4 rakete zrak-zrak, (po navadi 2 × radarski vodeni R-4R in 2 × IR vodeni R-4T)